# Памятник С. М. Кирову (Екатеринбург)
Па́мятник С. М. Ки́рову в Екатеринбурге находится на одноимённой площади перед главным корпусом УГТУ-УПИ (ныне Уральский федеральный университет).

## История
Первый гипсовый памятник С. М. Кирову перед главным корпусом Уральского политехнического института был установлен в 1940 году по модели Н. В. Томского, автора памятника Кирову в Санкт-Петербурге. В 1950-х годах вокруг монумента был разбит сквер с фонтанами и цветниками. Памятник со временем начал разрушаться, поэтому руководство вуза решило установить новый монумент. 7 июля 1982 года новый бронзовый памятник работы московского скульптора М. Г. Пушкина был установлен на гранитном постаменте ближе к улице Мира. В течение года оба памятника существовали одновременно, пока старый не был демонтирован, а на его месте не разбили клумбу.
Со временем памятник С. М. Кирову стал символом Уральского государственного технического университета, перестав ассоциироваться с наркомом и революционером. Среди студентов, часто использующих памятник в качестве ориентира, он получил прозвище «У сапога». На площадке около монумента проводятся музыкальные фестивали «Весна УПИ». Также, по традиции, в день вручения дипломов около памятника проводятся торжественные мероприятия, а фигура Кирова облачается в мантию и академическую шапочку.
По данным исследования узнаваемости памятников советского периода в Екатеринбурге, проведённого в 2014 году, скульптура С. М. Кирова занимает третье место, уступая в популярности памятнику В. И. Ленину и Чёрному тюльпану.

## Описание
Бронзовая фигура С. М. Кирова установлена на невысоком гранитном постаменте с облицовкой из мрамора, благодаря чему создаётся впечатление живого общения наркома с проходящими мимо студентами и преподавателями. Надетая гимнастёрка придаёт свободный и элегантный вид советского интеллектуала. Длинное пальто, не характерное для памятников Кирову, развевается в стороны. Памятник в целом выполнен небрежно, без художественных деталей и не снабжён надписями.